# Hiperplasia suprarrenal congénita
Las hiperplasias suprarrenales congénitas (HSC) se definen como aquellas enfermedades de origen genético y herencia autosómica recesiva en las que la síntesis de cortisol está bloqueada a distintos niveles, lo cual provoca un aumento de ACTH y un aumento de la síntesis de los productos anteriores al bloqueo.
Estos bloqueos se producen por la mutación de alguno de los enzimas que regulan la síntesis de las hormonas de la corteza suprarrenal (cortisol, aldosterona y hormonas sexuales).
Entonces, estaremos frente a esta patología cuando se deje de producir cortisol, lo que no inhibira el eje hipotálamo-hipófisis, y debido a esto se mantienen los niveles de ACTH, B-endorfinas y MSH elevados.

## Concepto
La hiperplasia suprarrenal congénita  (abreviado HSC en español, CAH en inglés) es un trastorno que afecta las glándulas suprarrenales. Las glándulas suprarrenales producen hormonas, como el cortisol, la aldosterona e incluso las hormonas sexuales, aunque estas últimas en mucha menor cantidad que las gónadas. Una persona con HSC clásica no produce las hormonas cortisol y aldosterona, tiene básicamente una Insuficiencia Suprarrenal y en la HSC no clásica las produce en menor cantidad, en ambos tipos hay un aumento significativo de los andrógeno, que es la hormona responsable del desarrollo de las características sexuales masculinas.

## Etiología
La causa más frecuente de hiperplasia suprarrenal congénita es el déficit del enzima 21-alfa-hidroxilasa, cuyo déficit completo puede producir masculinización de los genitales femeninos al nacimiento, y en ambos sexos pérdida de sodio por la orina, deshidratación severa, hipoglucemia y shock que pueden llevar al neonato a la muerte.

## Diagnóstico
La HSC se diagnostica al nacer o en la niñez temprana. Tanto los niños como las niñas pueden tener HSC. Si en un lactante o un niño hay signos de sospecha de que sufre HSC, el médico le hará un examen, un análisis de sangre o de orina para confirmar el diagnóstico. Los resultados de la prueba demostrarán si los niveles de cortisol, aldosterona y andrógenos son anormales.
Si existen antecedentes familiares de HSC, durante el embarazo o intentando quedar embarazada, el médico le hará pruebas genéticas mediante una amniocentesis o un muestreo de las vellosidades coriónicas, MVC. Estos exámenes pueden servir para diagnosticar una HSC antes de nacer el bebé.

## Subtipos
Deficiencia de 11-beta-hidroxilasa ; Deficiencia de 17-alfa-hidroxilasa ; Deficiencia de 21-hidroxilasa ; Deficiencia de 3-beta-hidroxiesteroide deshidrogenasa ; Hiperplasia suprarrenal congénita debida a deficiencia de oxidorreductasa del citocromo P450 ; Hiperplasia suprarrenal lipoidea congénita.

## Referente Diagnóstico Diferencial
A continuación se presenta una tabla de referencia para facilitar el proceso diagnóstico
| Condición                                                 | Cariotipo Cromosómico | Genitales Externos   | Genitales Internos               | Identidad de Género                               | Identidad Sexual                 | Resultados de escaneo cerebral                   | Funcionalidad Genital                                  | Capacidad Reproductiva                              | ¿Evidencia malestar con genitales externos? | ¿Evidencia Depresión o Ansiedad?                        |
| --------------------------------------------------------- | --------------------- | -------------------- | -------------------------------- | ------------------------------------------------- | -------------------------------- | ------------------------------------------------ | ------------------------------------------------------ | --------------------------------------------------- | ------------------------------------------- | ------------------------------------------------------- |
| Hombre Promedio                                           | XY                    | Masculinos           | Masculinos                       | Masculina                                         | No se relaciona con la condición | Factor de referencia masculino                   | Funcional, a menos que presente otro tipo de patología | Normal, a menos que presente otro tipo de patología | NO                                          | Aunque puede padecerla, no es vinculante                |
| Mujer Promedio                                            | XX                    | Femeninos            | Femeninos                        | Femenina                                          | No se relaciona con la condición | Factor de referencia Femenino                    | Funcional, a menos que presente otro tipo de patología | Normal, a menos que presente otro tipo de patología | NO                                          | Aunque puede padecerla, no es vinculante a la condición |
| Paciente con Síndrome Klinefelter                         | XXY                   | Masculinos alterados | Masculinos alterados             | Masculina en la mayoría de los casos documentados | No se relaciona con la condición | No existen suficientes estudios al respecto      | Disfuncional                                           | Infértil                                            | En algunos casos                            | En algunos casos                                        |
| Paciente con Síndrome de Turner                           | X                     | Femeninos Alterados  | Femeninos Alterados              | Femenina en la mayoría de los casos documentados  | No se relaciona con la condición | No existen suficientes estudios al respecto      | Disfuncional                                           | Infértil                                            | En algunos casos                            | En algunos casos                                        |
| Paciente con Síndrome de Morris                           | XY                    | Femeninos            | Femeninos y Masculinos Alterados | Femenina en la mayoría de los casos documentados  | No se relaciona con la condición | Generalmente Femenino                            | Funcional, a menos que presente otro tipo de patología | Infértil                                            | En muy pocos casos                          | Aunque puede padecerla, no es vinculante a la condición |
| Paciente con Hiperplasia suprarrenal congénita            | XX                    | Masculinos           | Masculinos y Femeninos Alterados | Femenina o Masculina                              | No se relaciona con la condición | No existen suficientes estudios                  | Disfuncional                                           | Infértil                                            | En muy pocos casos                          | Muy frecuente en los casos documentados                 |
| Paciente con Seudohermafroditismo femenino masculinizante | XX                    | Masculinos           | Masculinos y Femeninos Alterados | Femenina o Masculina                              | No se relaciona con la condición | Femenino en la mayoría de los casos documentados | Funcional, a menos que presente otro tipo de patología | Infértil                                            | En algunos casos                            | Muy frecuente en los casos documentados                 |
| Paciente Transgénero Femenino                             | XY                    | Masculinos           | Masculinos                       | Femenina                                          | No se relaciona con la condición | Femenina                                         | Funcional, a menos que presente otro tipo de patología | Normal, a menos que presente otro tipo de patología | NO                                          | Muy frecuente en los casos documentados                 |
| Paciente Transgénero Masculino                            | XX                    | Femeninos            | Femeninos                        | Masculina                                         | No se relaciona con la condición | Masculino                                        | Funcional, a menos que presente otro tipo de patología | Normal, a menos que presente otro tipo de patología | NO                                          | Muy frecuente en los casos documentados                 |
| Paciente Transexual Femenino                              | XY                    | Masculinos           | Masculinos                       | Femenina                                          | No se relaciona con la condición | Femenina                                         | Funcional, a menos que presente otro tipo de patología | Normal, a menos que presente otro tipo de patología | SI                                          | Muy frecuente en los casos documentados                 |
| Paciente Transexual Masculino                             | XX                    | Femeninos            | Femeninos                        | Masculina                                         | No se relaciona con la condición | Masculino                                        | Funcional, a menos que presente otro tipo de patología | Normal, a menos que presente otro tipo de patología | SI                                          | Muy frecuente en los casos documentados                 |

- Tabla basada en evidencia clínica documentada

## Clínica
Las niñas que tienen HSC severa podrían nacer con genitales ambiguos. Es decir, que sus genitales pueden parecer más de hombre que de mujer. A medida que crecen, a las niñas con HSC les puede salir vello en la cara y su voz puede tomar un tono grave, además pueden tener sangrado uterino anormal o no tener la menstruación del todo. Los niños con HSC con frecuencia tienen músculos bien formados y desarrollan características masculinas tempranamente.
Las personas con HSC pueden ser de menor estatura que la mayoría de adultos de estatura promedio. Pueden tener acné y problemas con la presión arterial (sanguínea). Las mujeres que tienen HSC leve con frecuencia pueden tener períodos menstruales irregulares o ausentes, lo cual afecta la fertilidad y puede en algunos casos provocar cáncer endometrial.

## Tratamiento
En la actualidad no existe cura para la HSC, pero si hay tratamiento, mediante la ingesta de cortisol en su forma sintética Hidrocortisona, Dexametasona o Prednisolona, y de Fludrocortisona de manera crónica. La meta del tratamiento es hacer que las hormonas alcancen un nivel normal. Es posible que durante períodos de mucho estrés, por ejemplo los relacionados con una cirugía o enfermedades graves, se deba tomar alguna forma de cortisol de manera adicional vía oral o por vía intramuscular o endovenosa, con el fin de prevenir una crisis suprarrenal que pueda llevar al paciente a un shock severo y la muerte.
Se puede tratar a los bebés incluso antes de nacer. Una vez que se hace el diagnóstico de la HSC el tratamiento debe comenzar lo más pronto posible.

## Intersexualidad
La HSC es uno de los nombre médicos de condiciones que se engloban en el concepto de intersexualidad. Según esta mirada, más cercana a la ciencias sociales, la intersexualidad no es una enfermedad, sino una condición de no conformidad física con criterios culturalmente definidos de
normalidad corporal. Y se denuncia que la manera en que actualmente se abordan estas situaciones y la eliminación de la ambigüedad y de la diferencia están basados en supuestos que carecen de una base científica objetiva y que se actúa basándose en prejuicios acerca de lo que son y deben ser las mujeres, los varones, y su sexualidad. Desde esta nueva mirada, la intersexualidad puede ser vista como un movimiento político organizado de esas mismas personas, quienes abiertamente desafían la normalización compulsiva de su identidad y reclaman el respeto por su autonomía.